# Phyllophaga oaxaca
Phyllophaga oaxaca är en skalbaggsart som beskrevs av Saylor 1940. Phyllophaga oaxaca ingår i släktet Phyllophaga och familjen Melolonthidae. Inga underarter finns listade i Catalogue of Life.